# Literaturjahr 1510
Liste der Literaturjahre

◄◄ | ◄ | 1506 | 1507 | 1508 | 1509 | Literaturjahr 1510 | 1511 | 1512 | 1513 | 1514 | ► | ►►

Weitere Ereignisse

## Ereignisse
- November: In Rom erscheint die erste Ausgabe von Ludovico de Varthemas Reisebericht (Itinerario) über seine von 1501 bis 1507 durchgeführten Reisen nach Asien, in denen er unter anderem als erster Europäer detailliert die Heiligen Stätten des Islam in Mekka und Medina beschreibt.

- In Pforzheim wird erstmals der Liber vagatorum herausgegeben. Das dreiteilige Büchlein, dessen Urheber unbekannt ist, bildet eine Zusammenschau der „Bettlertypen“ und ihrer „Arbeitsweise“ in der frühen Neuzeit.
- Heinrich Cornelius Agrippa von Nettesheim verfasst sein dreibändiges Buch De Occulta Philosophia über die bekannte Magie des Abendlandes.
- Der Streit des Pforzheimer Humanisten Johannes Reuchlin mit Johannes Pfefferkorn über dessen Verlautbarung, die Literatur der Rabbiner zu beseitigen, beginnt.
- Aus privatem Interesse ohne behördlichen Auftrag beginnt Werner Schodoler mit der Arbeit an der Eidgenössischen Chronik. Die Arbeit an dieser bedeutenden Schweizer Bilderchronik dauert bis 1535.

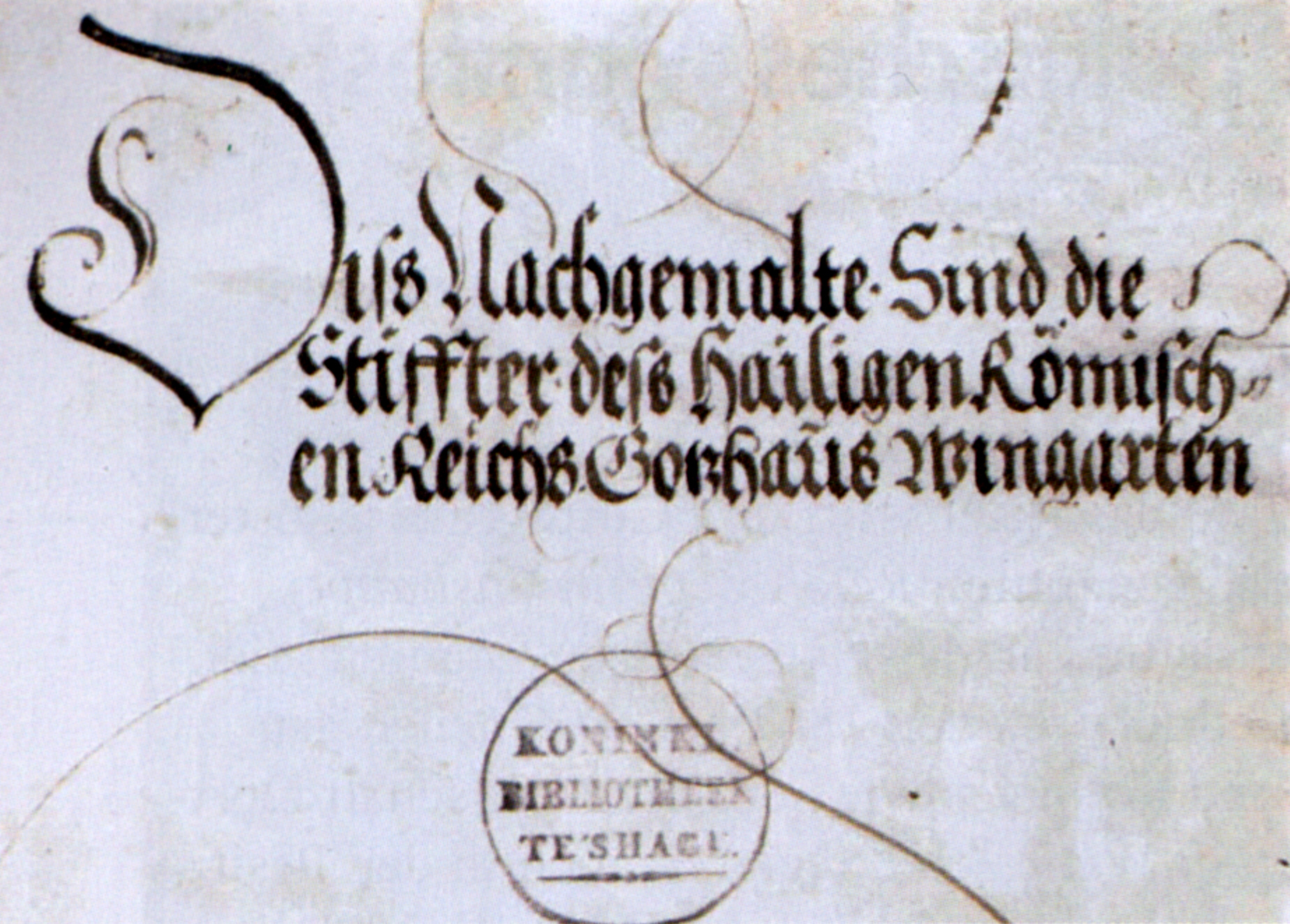
Weingartener Stifterbüchlein, Originaltitel

- um 1510: Für die Abtei Weingarten wird das Weingartener Stifterbüchlein hergestellt. Der bedeutendste Teil der illuminierten Sammelhandschrift sind 40 ganzseitige Idealporträts von Mitgliedern der Herrschergeschlechter der Welfen und Staufer.

## Geboren

### Geburtsdatum gesichert
- Johannes Marcellus, deutscher Philologe und Poet († 1551/52)

### Geboren um 1510
- Bonaventure des Périers, französischer Autor († um 1543)

## Gestorben

### Todesdatum gesichert

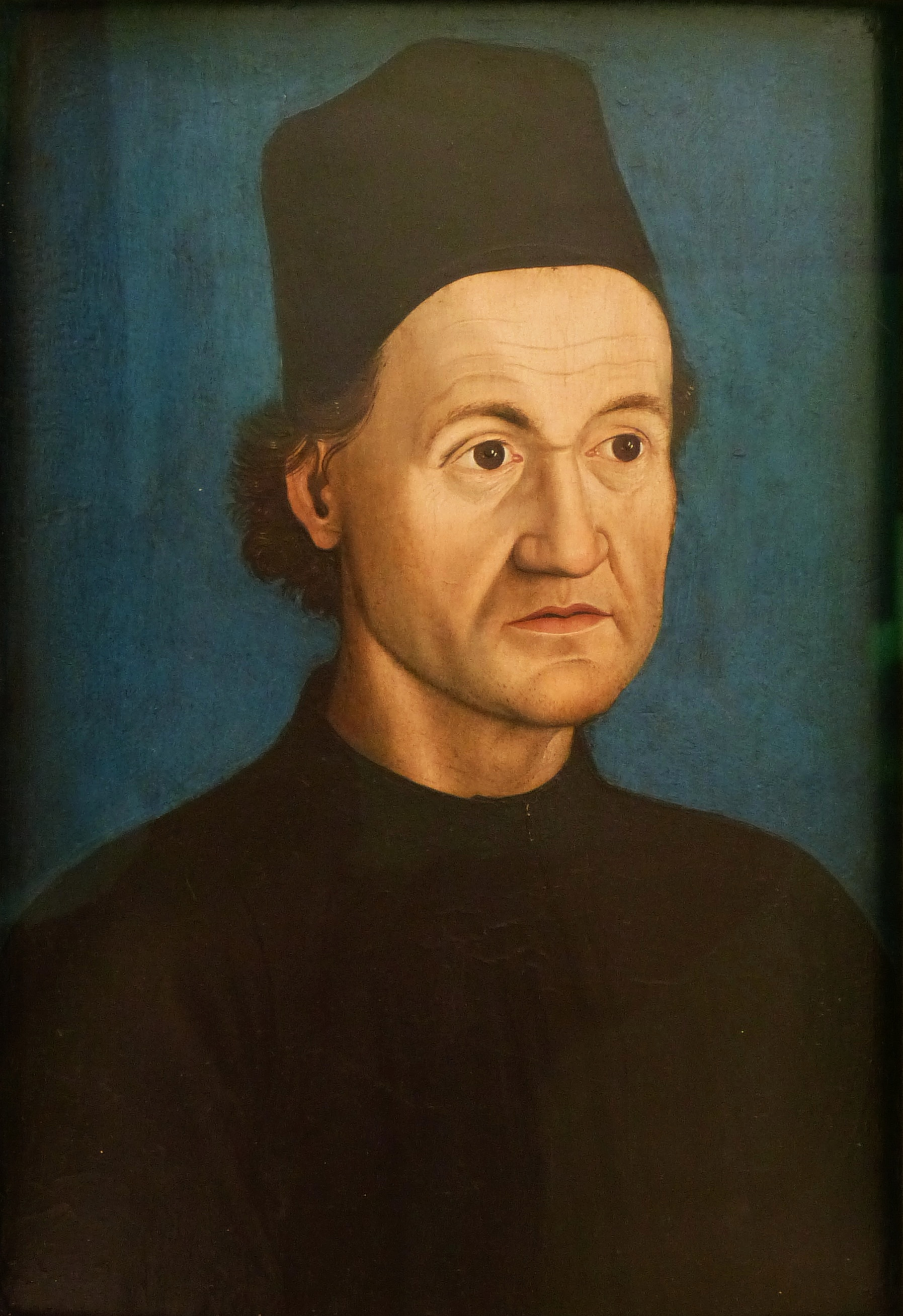
Johann Geiler von Kaysersberg; † 10. März

- 10. März: Johann Geiler von Kaysersberg, deutscher Prediger und Schriftsteller (* 1445)
- 28. Juli: Georg Alt, deutscher Übersetzer und Historiograph (* um 1450)
- 11. November: Bohuslaus Lobkowicz von Hassenstein, deutscher Humanist, Gelehrter und Dichter (* 1462)

### Gestorben um 1510
- Ambrogio Calepino, italienischer Lexikograph (* um 1435)

- Gottfried von Ghemen, niederländischer Buchdrucker (* unbekannt)